# Tales of Suspense
Tales of Suspense est une série de comics éditée par Atlas Comics, puis par Marvel, de janvier 1959 à mars 1968. Elle totalise 99 numéros plus deux one shots. Plusieurs personnages sont apparus pour la première fois dans ce titre, tels qu'Iron Man, le Melter, la Dynamo pourpre, Blacklash...
Tales of Suspense, qui a obtenu l'agrément du Comics Code Authority, fait partie de la période de l'« âge d'argent des comics ».

## Histoire
Du no 1 au no 38, Tales of Suspense est un comic anthologique de science-fiction sous la bannière d'Atlas Comics (janvier 1959 - août 1962).
À compter du no 39 (mars  1963), Tales of Suspense présente les aventures d'Iron Man, créé pour l'occasion avec toujours de courts récits de science-fiction.
À partir du no 59 (novembre 1964), Iron Man partage le titre avec Captain America. 
Au no 100 (avril 1968), la série est retitrée Captain America et est exclusivement consacrée à ce dernier, tandis qu'Iron Man parait, avec Namor, le Prince des mers (en provenance de Tales to Astonish), dans un unique numéro de Iron Man and Sub-Mariner (avril 1968) avant de migrer vers son propre titre The Invincible Iron Man (mai 1968).
Un revival est tenté en décembre 1995 avec Tales of Suspense volume 2 no 1 et un autre one shot voit le jour en février 1995, Tales of Suspense: Captain America and Iron Man Commemorative Edition, contenant des rééditions.

## Listes des personnages apparus
| - Iron Man - Captain America - Chondu the Mystic - Docteur Strange - Uatu le Gardien - Kala - Jack Frost - le Mandarin - la Veuve noire - Bucky - Nick Fury - le Melter - la Dynamo pourpre | - l’Épouvantail - la Licorne - Crâne Rouge - la Maggia - Blacklash - la Gargouille grise - MODOK - l’Homme de titanium - Crusher - le Super-adaptoïde - le Cube cosmique - Ultimo - Georges Batroc |

## Équipes artistiques
Steve Ditko, Stan Lee, Larry Lieber, Jack Kirby, Dick Ayers, Don Heck, Paul Reinman, Christopher Rule, Jack Davis, Joe Sinnott, Roy Thomas, Flo Steinberg, Wally Wood, Doug Wildley, George Evans, Steve Gerber, Sal Buscema, Robert Bernstein, George Tuska, Sol Brodsky.

## Publication en France
Nombre des histoires publiées dans ce comic sont parues en français dans les années 60 à 80, dans les petits formats de la Collection Comics Pocket (Eclipso, Etranges Aventures,  Sidéral, etc.) ou aux Éditions Lug dans  Strange ou  Strange Spécial Origines.